# Аранські острови

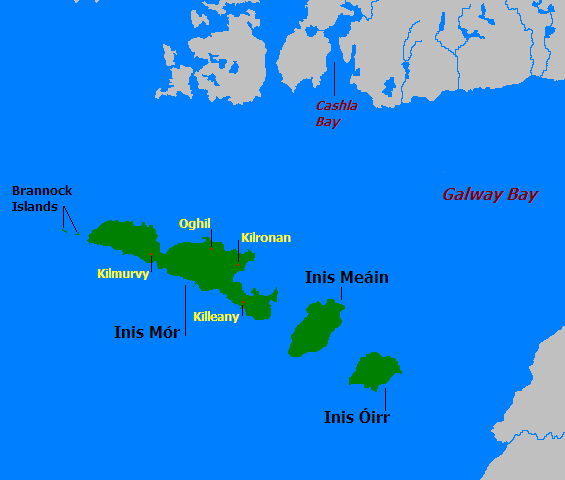
Острови Аран біля західного узбережжя Ірландії

Аранські острови, острови Аран (ірл. Oileáin Árann, вимова: [ˈɪlɑːn ˈɑːrənʲ]) або Арани (na hÁrainneacha, [nə ˈhɑːrənʲəxə]) — група з трьох островів, розташованих на виході з затоки Голвей на західному узбережжі Ірландії. Вони утворюють баронство Аран у графстві Голвей.
Із заходу на схід це острови Інішмор (Árainn Mhór/Inis Mór, [ˈɑːrənʲ woːr] чи [ˈiniʃ moːr]), найбільший, Інішмаан (Inis Meáin/Inis Meadhóin, [ˈɪnɪɕ mʲɑːn]) та Інішир (Inis Thiar/Inis Oírr/Inis Oirthir, [ˈiniʃ hiər / iːrʲ / erʲhirʲ]), найменший.
Острів населяють 1200 жителів, що переважно розмовляють ірландською; більшість володіє англійською.

## Геологія

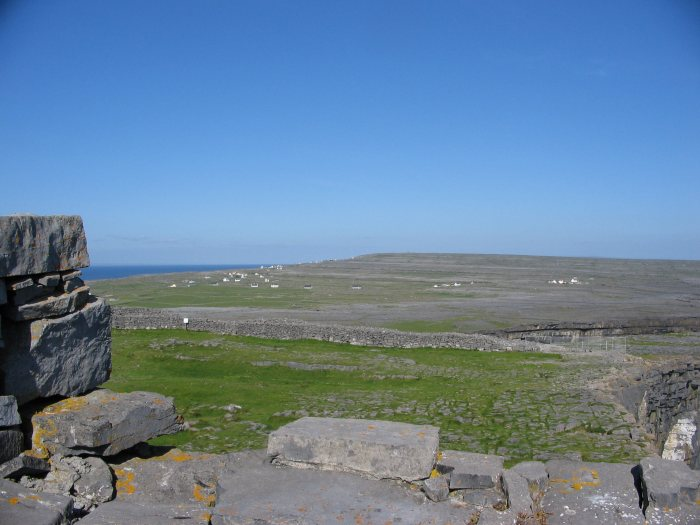
Панорама карстового ландшафту острова Інішмор зі стародавнього кам'яного форту Dún Aengus

Острови сформовані переважно з карстованого вапняку.
Вапняк відноситься до нижнього кам'яновугільного періоду і утворився з відкладень тропічного моря близько 350 млн років тому; складається зі скам'янілих решток коралів, морських лілій, морських їжаків та амонітів. Зледеніння після Намюру полегшило денудацію гірських порід, в результаті чого острови Аран є одним із яскравих прикладів гляціокарстового ландшафту. Очевидний вплив мав останній льодовиковий період, під час якого острови були вкриті льодом, а раніші ознаки карсту були усунуті. Тож карст, який на островах спостерігається зараз, є сучасним.

## Клімат і сільське господарство
Острови мають незвично помірний клімат. Середня температура повітря змінюється від 15 °C у липні до 6 °C у січні. Температура ґрунту зазвичай не падає нижче 6 °C. Оскільки трава росте при температурі вищій за 6 °C, це означає що острови мають один з найдовших вегетативних періодів в Ірландії та Британії, що сприяє різноманітному рослинництву. Кінець травня є найбільш сонячною порою і періодом цвітіння більшості квіткових видів.

## Туризм
Багато туристів відвідують острови у літній період. На островах є декілька фортів та пам'яток бронзової та залізної доби:
- Дун-Енгус (англ. Dun Aengus, ірл. Dún Aonghasa, діалект Аранських островів: dūn aŋgəs) — форт бронзової і залізної доби, розташований на скелі висотою 100 м і звернений до Атлантичного океану на Інішморі. Він складається з серії концентричних колоподібних стін, внутрішнє з яких — цитадель — має близько 50 м у діаметрі і товщину кам'яних стін 4 метри.[3]
- Чорний форт (Dún Dúchathair)
- Замок О'Браєна на Ініширі, збудований у XIV столітті
- Teampull Bheanáin — одна з найменших церков у світі[джерело?], особлива орієнтація північ-південь замість звичний схід-захід.

## У культурі
- Джон Міллінгтон Сінг написав книгу «Аранські острови» (1901, видано 1907).
- Аранські острови згадуються в оповіданні Джеймса Джойса «Мертві» (1914) як місце, де розмовляють справжньою ірландською.
- Документальний фільм «Чоловік з Арану» Man of Aran (1934).
- Перша збірка віршів Шеймуса Гіні «Смерть натураліста» (Death of a Naturalist, 1966) містить вірш «Закохані на Арані» (Lovers on Aran).
- Острови згадуються у піснях Ніка Кершоу, Карлоса Нуньєса, їм присвячений альбом гурту British Sea Power.